# 오모강

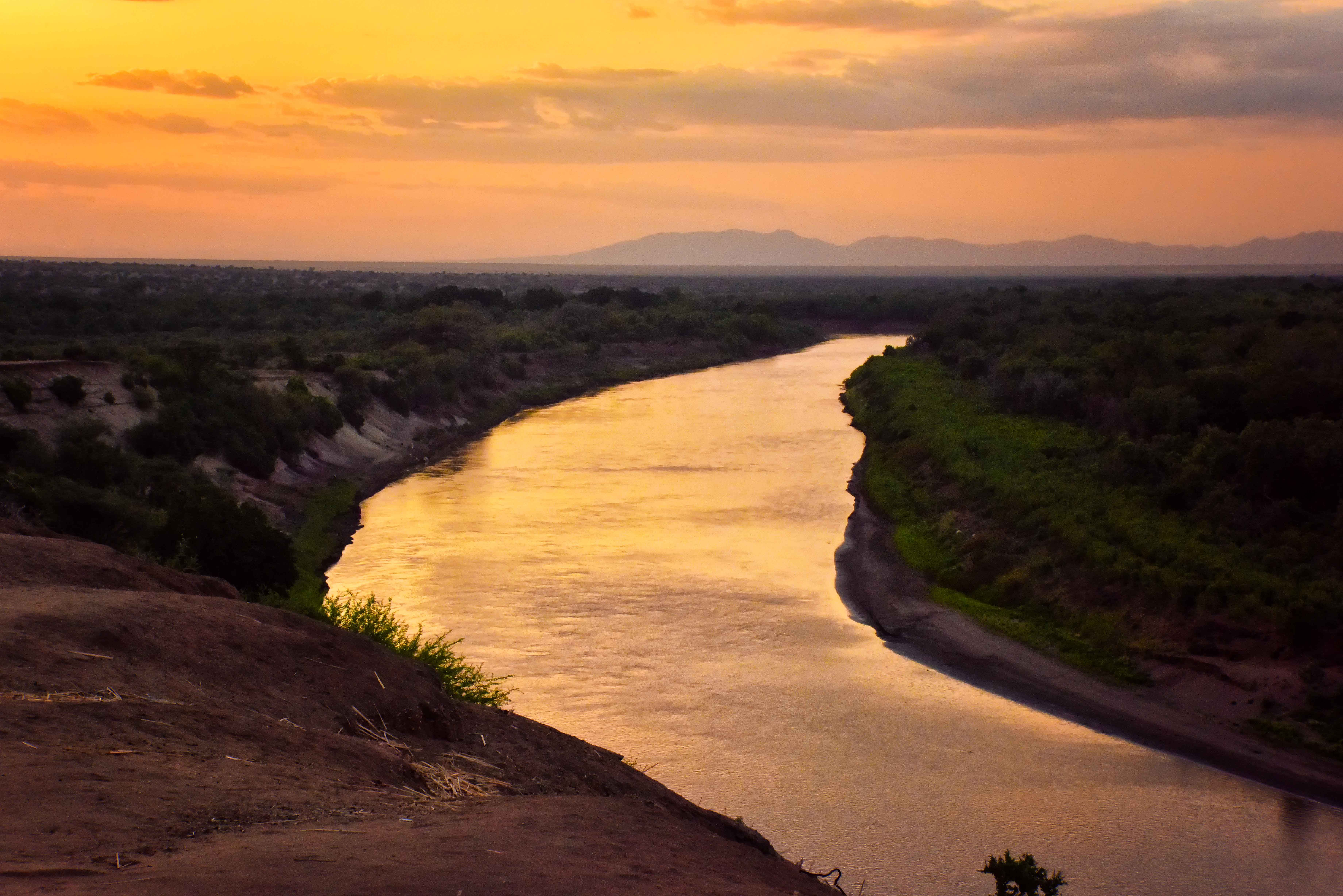

오모강(Omo)은 동아프리카의 강이다. 에티오피아 국경 안에 있으며, 케냐 국경에 걸쳐 있는 투르카나호로 흐른다. 에티오피아에서는 나일강과 그 지류를 제외하면 제일 큰 강이다.
지류로는 기베강과 와베강이 있다.

## 오모강 하류 유역
오모강의 하류 유역은 오스트랄로피테쿠스와 사람속 등 사람과 화석과 석기가 발굴되어 1980년 유네스코 세계유산으로 지정되었다.

## 같이 보기
- 에티오피아의 세계유산